# Pacovská pahorkatina
Pacovská pahorkatina je geomorfologický podcelek Křemešnické vrchoviny, v jejíž západní části se nachází. Pahorkatinu tvoří ruly. Střední nadmořská výška činí 585,4 m. Severozápadní okraj je tvořen zlomovým svahem – Načeradecký sráz, nad nímž se nachází zvlněný reliéf v nadmořské výšce 680–720 metrů. Krajina se následně pozvolna sklání k východu k čáře Obrataň–Pacov–Hořepník. Ve sníženinách se nachází zbytky neogenních sedimentů. Najdeme zde rovněž suky (Svídník, 739 m) a vyzdvižené kry (Choustník, 689 m). Údolí vodních toků jsou ve většině případů plochá. V Pacově hoře (587 m) se nachází Chýnovská jeskyně. Nejvyšším bodem je Lísek (760 m), který se nachází v Božejovské pahorkatině severozápadně od bývalých lázní a kaple Svatá Kateřina. Povrch tvoří pole, louky a smrkové lesy.

## Okrsky
- Řísnická vrchovina
- Cetorazská pahorkatina
- Božejovská pahorkatina
- Rohozenská kotlina
- Tučapská pahorkatina
- Svidnická vrchovina
- Chýnovská kotlina
- Dubské vrchy
- Obrataňská kotlina